# Jacques de Boutier de La Cardonnie
Pour les articles homonymes, voir Boutier.
Jacques de Boutier (ou Bouthier) de La Cardonnie, dit le « chevalier de La Cardonnie », né le 5 septembre 1723 ou en 1727 à Villeneuve-d'Agen, en Lot-et-Garonne et mort en novembre 1791 à Plymouth, Saint-Domingue, est un officier de marine et aristocrate français du XVIIIe siècle.

## Biographie

### Origines et famille
Il est le deuxième fils de Denis de Boutier, seigneur de Majajouls, de Catus et de La Cardonnie (v. 1700-av. 1784) et de Jeanne Clairy, dame de Clévis (v. 1688- av. 1784),. Son frère aîné, Jean de Bouthier, chevalier de Saint-Sernin naît en 1722.

### Carrière dans la Marine du Roi

#### Garde de la Marine pendant la guerre de Succession d'Autriche (1744-1748)
À dix-sept ans, il fait ses débuts dans la Marine royale, comme volontaire sur les frégates L'Amphitrite et La Mégère, commandées par M. Le Vassor de la Touche et armées en course pour effectuer une croisière en Amérique. Il est à la descente d'Anguilla (1745), enseigne de la compagnie de M. de Clairefontaine, tué lors de l'attaque meurtrière de cette île anglaise. Le drapeau, qu'on lui avait confié, est le seul rapporté à bord, et sa conduite, durant cette campagne, lui vaut les éloges de M. de la Touche auprès de Maurepas, qui le juge digne de figurer à la tête de la promotion des gardes de la Marine, du 12 janvier 1746,.
Le 29 avril 1746, le chevalier de Conflans, avec les vaisseaux Le Terrible, Le Neptune, de 74 canons, L'Alcion, de 50 canons, et La Gloire, de 46 canons, sort de la rade de l'île d'Aix, escortant un convoi de 230 voiles. C'est sur L'Alcion, commandant de Chauvereau, qu'est alors embarqué La Cardonnie, en qualité de garde de la Marine. La flotte mouille, le 11 juillet, à la Caye Saint-Louis, à Saint-Domingue, et en repart, le 4 août, avec les navires marchands destinés pour le Petit-Goave et pour le Cap Français. En doublant le cap Saint-Nicolas, Conflans rencontre l'escadre anglais de l'amiral Davers ; composée de 5 vaisseaux de guerre, dont un de 80 canons, deux de 70 canons, un de 60 canons et un de 40 canons, avec une frégate de 20 canons et huit à dix navires corsaires. D'après Étienne Taillemite, l'escadre anglais était commandée par le commodore Cornelius Mitchell et non pas l'amiral Davers.
Par la suite de la manœuvre de la flotte anglaise pendant les journées des 14 et 15 août, M. de Conflans s'aperçoit que l'amiral Davers n'avait d'autre objectif que de tâcher de rompre la flotte française pour donner l'occasion à ses corsaires de faire de nombreuses prises. Quoique inférieur en nombre, il se résout, le 16 août, à aller attaquer son adversaire avec les vaisseaux Le Terrible, Le Neptune et L'Alcion, laissant La Gloire et la frégate Le Zéphir, qu'il avait jointe au Petit-Goave, pour garder les navires marchands contre les tentatives des corsaires.
M. de Conflans met toutes voiles dehors, l'ennemi cherchant plutôt à l'éviter. Comme Le Terrible par sa marche avantageuse gagne le premier l'escadre anglaise, M. de Conflans se bat, durant trois quarts d'heure contre cinq vaisseaux ; mais Le Neptune s'étant approché pour délivrer Le Terrible du feu trop vif qu'il essuyait, les deux navires continuent le combat. L'Alcion n'arrive qu'à la fin et ne tire que quelques coups. Un de ses canons, en éclatant, blesse 11 hommes, parmi lesquels M. de Concise, enseigne de vaisseau.
M. de Conflans se dirige vers le Cap Français, sans être inquiété par l'amiral Davers, qui reste trois jours et demi avant de réapparaître. 

« M. de Chauvereau, dit Conflans, s'est bien conduit, et a fait de son mieux ; seulement la marche de son vaisseau ne répondait pas à sa bonne volonté. »

Dans la nuit du 11 au 12 octobre 1746, un grain de vent et de pluie survient et Chauvereau perd de vue M. de Conflans. Il ouvre le paquet contenant ses instructions et y voit que, en cas de séparation de l'escadre, il devait gagner la baie de Chibouctou, sur les côtes de l'Acadie, et se placer sous les ordres du duc d'Anville. Il gouverne en conséquence, mais ses efforts sont vains, son bâtiment prenant l'eau. Le 22 octobre, ayant jugé opportun de revenir en France, il fait une prise estimée à 100 000 livres, un navire anglais appelé Convener,. Pour Étienne Taillemite, le vaisseau anglais capturé est le HMS Severn, de 50 canons, dans le sud-ouest des Sorlingues, le 29 octobre 1746 (et non le 22).
L'année suivante, L'Alcion était au Canada avec le marquis de l'Estenduère, mais il ne prend pas part au combat du 25 octobre 1747, livré contre l'amiral Hawke. En 1748, il est affecté aux batteries positionnées le long de la côte du Poitou.

#### Travaux de cartographie dans les Indes occidentales (1748-1756)
M. d'Orvilliers, commandant de la compagnie des gardes de la Marine à Rochefort (1749), jugeant l'application et les progrès de La Cardonnie dignes d'un avancement prématuré, le demande au ministre, de la façon la plus marquée et la plus pressante. Déjà M. de Macnamara, le prédécesseur d'Orvilliers (1748), s'était exprimé sur ce jeune marin : « Je ne puis trop en dire ; propre à tout ; connaît la géométrie, tous les calculs algébriques, bien l'hydrographie, le canonnage et la construction ; fera un très-grand officier,. » Il reçoit un brevet d'enseigne de vaisseau le 17 mai 1751.
Venu étudier à l'Observatoire de Paris pendant quatorze mois (1751-1752), pour y perfectionner ses connaissances théoriques, La Cardonnie reçoit les témoignages les plus flatteurs des membres de l'Académie des sciences. En 1753, M. Rouillé l'envoie à Saint-Domingue, dans le but d'observer le passage de Mercure sur le soleil, le 6 mai 1753, et de constater la longitude mal connue de cette île. Il lève le plan des débouquements des îles Turques-et-Caïques, et celui de Crooked Island, travail d'une grande importance, vu la quantité de vaisseaux que le commerce perdait chaque année dans ces parages. Pendant trois ans, son service est des plus pénibles sur l'Illustre un bateau du roi armé en guerre, il croise alors sans cesse contre les navires interlopes et les forbans. Il fait ses relevés en compagnie du lieutenant Jacques de Ruis-Embito et Barassé.
À la demande du duc d'Aiguillon (1756), il est choisi pour diriger, de concert avec un ingénieur, les fortifications de l'île d'Ouessant, et de la mettre en sûreté contre les attaques anglaises. Ses plans sont approuvés et exécuté sans aucun changements. De plus, malgré la saison avancée, et les écueils dont cette île est entourée, il propose d'en retirer 200 hommes de troupes qui manquaient de vivres. Aucun pilote de Brest n'ayant voulu accepter cette mission.

#### La guerre de Sept Ans (1756-1763)

##### L'expédition le long des côtes d'Afrique (1756)
En 1756, le roi approuve le projet d'une double opération à exécuter sur les côtes de Guinée et d'Angola, par une escadre séparée en deux divisions : l'une commandée par le comte de Kersaint ; l'autre, par le chevalier de Caumont, montant le vaisseau le Saint-Michel, et ayant avec lui la frégate L'Améthiste, commandée par d'Herlye. La Cardonnie remplit les fonctions de second sur L'Améthiste. M. de Caumont est alors spécialement chargé de parcourir rapidement la côte d'Angola pour y surprendre les bâtiments anglais se livrant à la traite négrière, et de détruire leurs établissements, s'il le pouvait. MM. de Kersaint et de Caumont devaient ensuite se réunir à l'île du Prince, avec toutes les prises faites conjointement, ou séparément, et les conduire à la Martinique.
Avec deux chaloupes armées, La Cardonnie attaque en plein jour et enlève, l'épée à la main, deux vaisseaux négriers de 14 canons chacun. MM. de Caumont et d'Herlye, voyant le feu prodigieux de ces deux navires, donnent l'ordre à leur subordonné d'abandonner son entreprise ; il n'en tient pas compte et justifie sa désobéissance par le succès. L’Améthyste se bat une seconde fois au cours de cette campagne, pendant huit heures, contre la Victoire de Londres, une frégate de 44 canons, au mois de juillet 1756,.
De retour en France, M. d'Herlye témoigne au ministre M. de Moras sa satisfaction sur la manière dont La Cardonnie l'avait secondé, et joint ses instances à celles de M. de Caumont, pour lui faire obtenir la Croix de Saint-Louis. Il ne recevra pas cette distinction avant plusieurs années encore, mais il est néanmoins promu au grade de lieutenant de vaisseau, le 17 avril 1757.

##### Combats en Inde et dans les Antilles (1756-1762)
La Cardonnie reste trois années consécutives dans l'Inde, avec L'Illustre, commandant Jacques de Ruis, sous les ordres de M. Froger de l'Éguille. Il est au combat du 10 septembre 1759, sur la côte de Coromandel. Le chevalier de Ruis ayant été blessé presque au commencement de l'action, La Cardonnie se retrouve second de L’Illustre qui combat seul contre le vice-amiral Pocock et ses trois vaisseaux. C'est grâce aux mesures qu'il avait prises pour exercer l'équipage, que celui-ci s'était montré si bien préparé à soutenir un engagement aussi inégal. Enfin, en 1759, il sauve à l'Isle de France le vaisseau Le Zodiaque (74), qu'un ouragan avait jeté à la côte et que l'on croyait perdu,.
Il est reçu chevalier de Saint-Louis, le 1er février 1762. La campagne de La Cardonnie sur La Diligente, commandant de Bory (1762), n'est pas brillante. L'escadre de M. de Blénac retourne à Brest après avoir vu La Martinique tomber aux mains des Anglais, sans avoir pu la secourir à temps. La diversion que M. de Bory avait reçu l'ordre d'opérer sur la Jamaïque n'a pas de suite.

#### Nouvelles missions de cartographie aux Antilles (1764-1768)
Se trouvant en Guyane française, où il commande la flûte Parham (1764), La Cardonnie trouve le moyen, que l'on cherchait en vain depuis six mois, de procurer au vaisseau hollandais Niebourg, la sortie du port de Cayenne, opération difficile pour un aussi gros bâtiment. L'ambassadeur de Hollande à la cour de France en remercie chaudement M. de Choiseul. Dans ce même port, sans son activité et son intelligence, deux navires de commerce, emportés par la rapidité du courant, seraient allés s'abîmer sur la côte. MM. de Fiedmont et de Maurice, commandant et commissaire de la colonie, se rendent à son bord pour le féliciter. La Cardonnie reçoit un brevet de capitaine de frégate le 1er octobre 1764.
Après avoir été nommé premier aide-major à Brest le 1er mai 1765, poste qu'il occupe jusqu'au 30 mai 1768, La Cardonnie retourne aux îles d'Amérique à bord de la corvette Bergère (1768), pour y achever sa carte sur les débouquements de Saint-Domingue ; mais les troubles survenus dans cette colonie le retiennent près de 6 mois aux Cayes et l'empêchent de poursuivre le cours de ses travaux, qu'il ne peut reprendre qu'en mai 1769. En dépit d'obstacles multiples, il continue les observations qu'il avait déjà faites autrefois et présente une carte, en état d'être gravée, du débouquement anglais de Crooked Island.

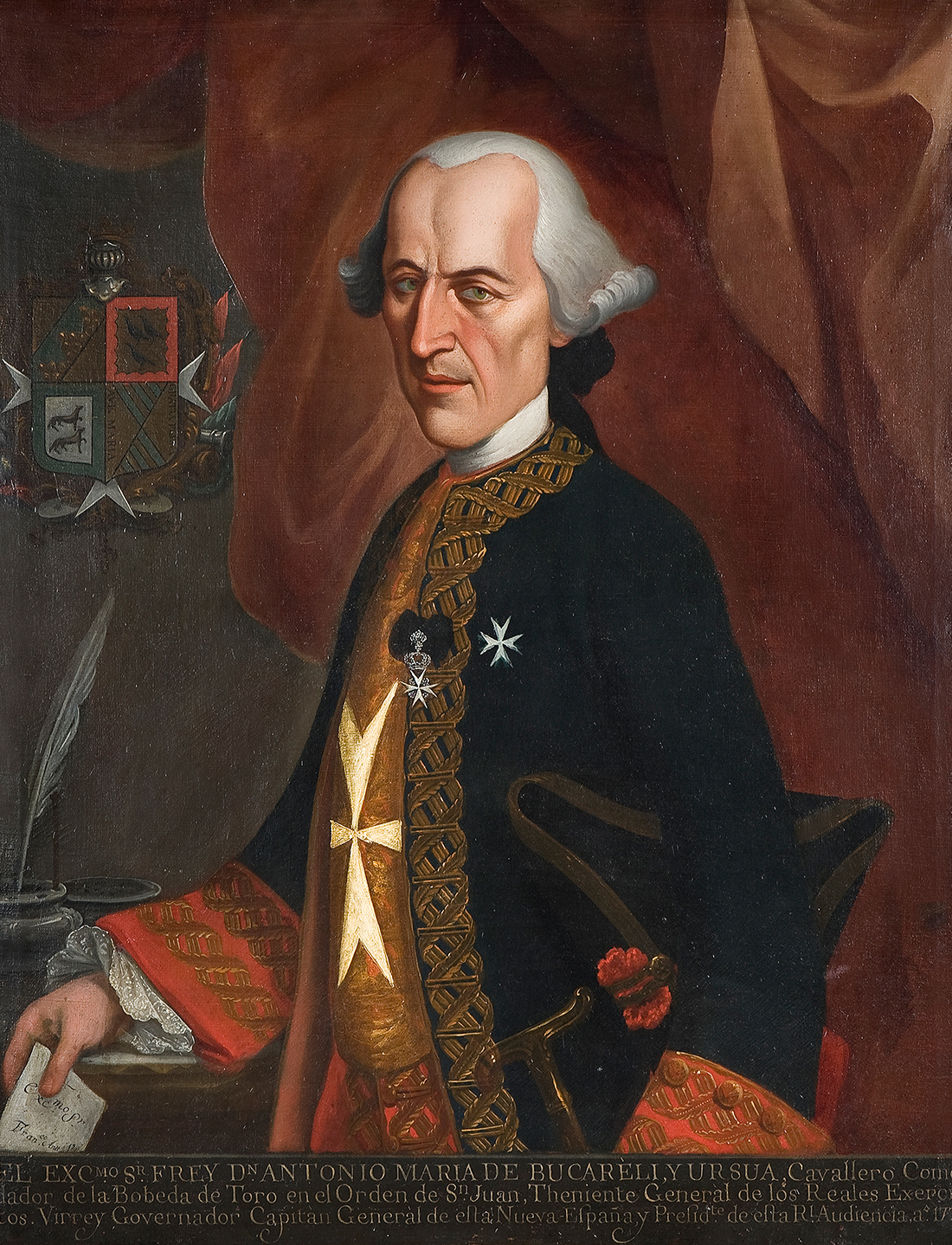
Don Antonio María de Bucareli y Ursúa, gouverneur de Cuba.

En revenant en France, il passe, selon ses instructions, par le canal de Bahama, sur lequel il devait prendre le plus de renseignements possible, et consulter les marins les plus expérimentés. Ayant mouillé à La Havane pour remplacer une ancre perdue, toute communication avec la terre lui est interdite par le gouverneur, don Antonio María de Bucareli y Ursúa, qui lui écrit le 15 avril 1769 une lettre assez curieuse, qui révèle un des côtés de la politique étrangère espagnole au XVIIIe siècle.

« Je serais fâché de voir arriver ce dont vous m'avez parlé le 13 mars dernier, c'est-à-dire que vous vinssiez vous présenter à l'entrée de ce port, avec la frégate que vous commandez, par la raison que n'osant point y admettre d'autre bâtiments que ceux de ma nation, j'aurai le chagrin de vous savoir près de moi, sans pouvoir vous permettre l'entrée du port, et sans avoir le plaisir de vous offrir ma table et ma maison. Je dois vous dire, avec peine, que cet usage ne m'est point permis, et que je viens de le refuser à deux frégates de Sa Majesté britannique ; fondé sous les lois qui me défendent, sous l'obligation la plus étroite, d'avoir communication avec personne, et de recevoir des fruits qui ne viennent point des païs de la domination du roi mon maître.
Cette impossibilité de recevoir ses amis en pareil cas, est un des désagréments attachés à toutes les places de gouverneurs dans l'Amérique espagnole ; mais j'espère que votre prudence m'excusera à cet égard et que vous me rendrez la justice d'être convaincu que, s'il m'arrive de vous rencontrer dans quelque endroit en Europe où ces difficultés n'ont pas lieu, je ne manquerai pas de vous exprimer ma sensibilité à votre honnêteté, et de vous faire connaître toute l'estime que votre mérite et vos qualités m'ont inspirée pour vous. […]
Je suis persuadé que vous sentirez parfaitement l'obligation où nous sommes de nous conformer aux constitutions de nos gouvernements, et que vous êtes convaincus que, sans y déroger, nous vous procurerons tout ce dont vous avés besoin pour la réparation de votre bâtiment, et pour la commodité du voiage que vous devés faire. J'ai l'honneur d'être, etc.. »

Onze jours auparavant, 2 000 hommes conduits par le lieutenant-général étaient partis de La Havane pour aller soumettre les habitants de la Louisiane.
La première pensée du commandant de La Bergère, en arrivant à Rochefort, le 26 août 1769, est de demander au ministre une gratification de deux mois de gages pour son équipage, l'assurant que ce serait un faible dédommagement des fatigues qu'il avait éprouvées. Le 18 février 1772, La Cardonnie reçoit une commission de capitaine de vaisseau, et est nommé capitaine du premier bataillon du régiment du Havre. Il est à nouveau promu, le 9 novembre 1776, au grade de brigadier des armées navales.

### La guerre d'indépendance américaine (1778-1783)

#### L'affaire de la bataille d'Ouessant et ses développements ultérieurs

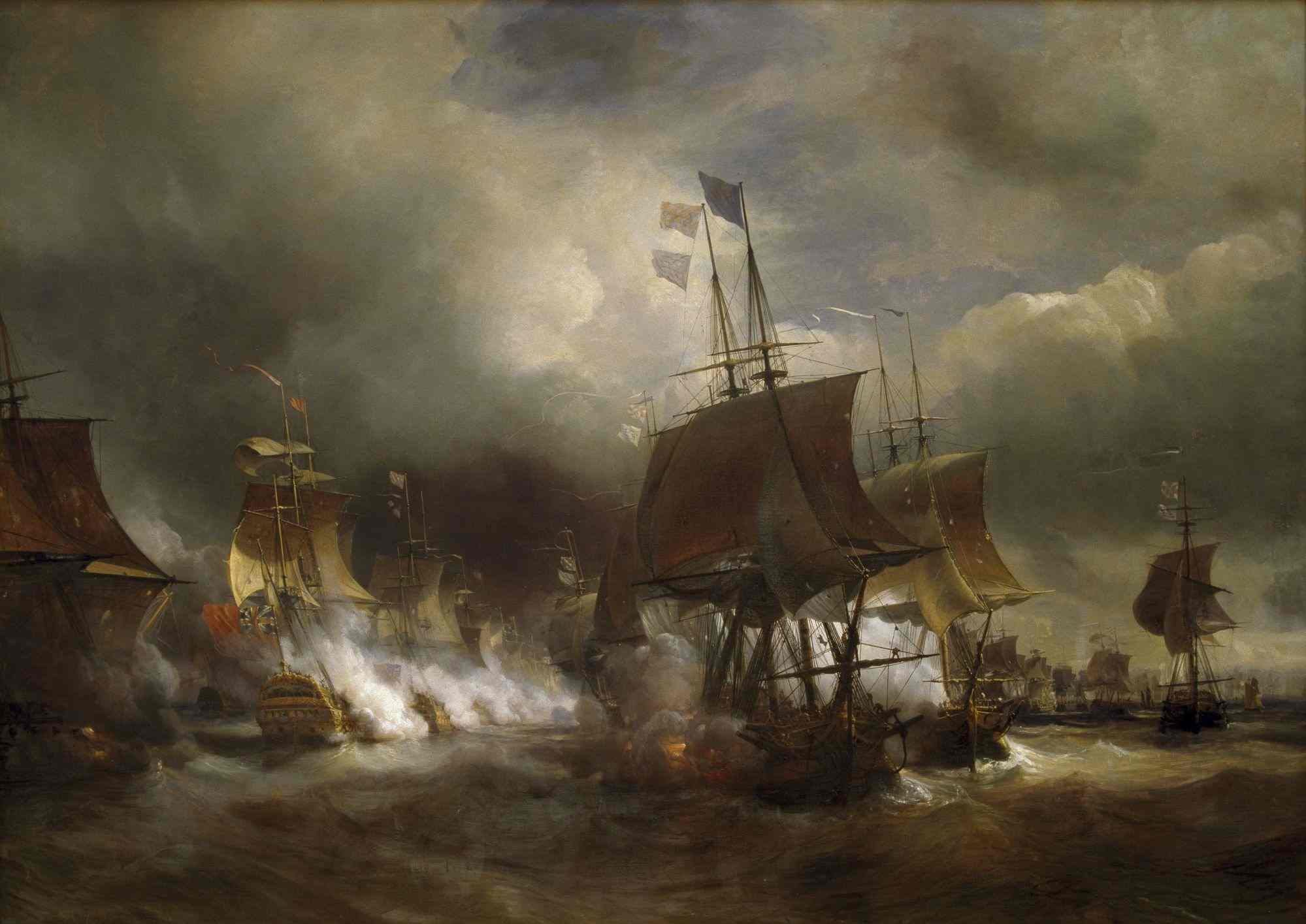
Combat d'Ouessant, juillet 1778, Huile sur toile par Théodore Gudin.

La Cardonnie, qui commande le vaisseau le Diadème, le 27 juillet 1778, à la bataille d'Ouessant, a été accusé d'avoir empêché par son action qu'une partie de l'arrière-garde anglaise n'ait été détruite, parce qu'il ne s'était pas porté dessus. Dans son mémoire justificatif, il affirme « avec tous ses officiers et pilotes », ne pas avoir vu le signal qui est fait à bord du Saint-Esprit, chef de son escadre.

« Ce qui est très-admissible, quand l'on sait que trois vaisseaux placés par ordre de bataille entre moi et le Saint-Esprit ne l'aperçurent pas davantage. Le Fier, seul de la deuxième division, l'avait répété ; mais je ne distinguais pas ses pavillons d'autant que le Fier était placé vers la queue de l'armée, et dans le soleil par rapport à moi. Je ne pouvais prendre sur moi d'exécuter la manœuvre prescrite, parce que, faite sans ordre, elle eût été très-périlleuse pour notre armée. J'ai arrivé de trois ou quatre quarts, ce qui était commencer la manœuvre, et me suis mis à portée du canon, puisqu'il a été visible à tout le monde que nous avons déralingué le grand hunier d'un des vaisseaux auxquels nous avons eu affaire, mais si j'avais arrivé davantage, je pouvais être enveloppé de plusieurs vaisseaux ennemis et, par mon imprudence, leur donner la victoire aux yeux de toute l'Europe. 

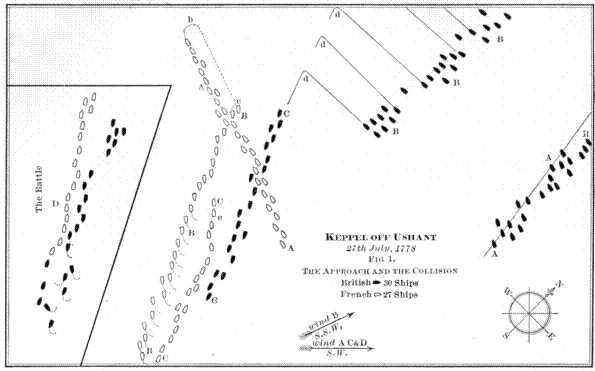
Les manœuvres des deux escadres lors du combat. (Carte anglaise)

Un seul vaisseau détruit suffisait pour cela, et c'eût été, surtout dans les circonstances présentes, le plus grand malheur qui pût arriver à la France.

Faut-il que je rappelle enfin, qu'un des devois les plus sacrés d'un capitaine est de ne jamais abandonner son poste dans le combat sans en avoir reçu l'ordre bien positif et bien clair ? Sans cela, on verrait, à tout moment, succéder à l'ordre le plus grand des désordres.

Si les autres vaisseaux de ma division avaient vu le signal, sans doute qu'ils eussent fait la manœuvre qu'il indiquait. Pour lors, si je ne les avais pas suivis, si même je ne les avais un peu devancés, ayant la supériorité de marche, je sais à quel point j'aurais été coupable. […]
Du reste, si j'avais donné sur l'arrière-garde de l'armée anglaise, eussions-nous, pour cela, remporté la victoire? Il est permis d'en douter, cette arrière-garde étant aussi, ou plus nombreuse que notre avant-garde, et composée de plus gros vaisseaux. Le combat eut été plus général, plus long, mais, en même temps, l'événement plus douteux : et ce qu'on a appelé un malheur au peut-être bien été un grand bonheur. »

Pour être impartial, nous devons faire connaître l'opinion contraire de M. de Schantz, suédois au service de la marine française, en qualité de capitaine de vaisseau surnuméraire, et second du Diadème. M. de Schantz raconte qu'au moment où le comte d'Orvilliers donne l'ordre au Diadème d'arriver, La Cardonnie se trouvait dans l'entrepont ; l'ayant prévenu de ce signal, les deux hommes ont une discussion assez vive, lui insiste pour que la manœuvre soit exécutée alors que La Cardonnie veut temporiser ; elle n'a finalement lieu que lorsqu'il n'était plus temps. Il est délicat de prendre parti entre ces deux versions. Cependant, on peut noter que, si d'Orvilliers avait eu des reproches sérieux à adresser à son lieutenant, il n'aurait pas manqué de les formuler, et de porter plainte contre lui, or il n'y en a pas de trace dans son rapport sur la bataille d'Ouessant. On ne peut pas davantage accuser La Cardonnie de timidité, peu d'officiers ayant été plus téméraires que lui jusqu'alors, et, à la fin de ce combat, il avait montré une grande fermeté.

« Lorsque la canonnade eut cessé, il y eut un moment où la tête de l'avant-garde française répondait au centre de celle de l'ennemi. Le Diadème formait la tête de cette avant-garde, et se trouvait conséquemment par le travers de l'amiral anglais, dont les deux matelots fort rapprochés étaient, ainsi que lui, à trois ponts. Au lieu d'arriver un peu, pour sortir de dessous les batteries, dont une seule bordée eut pu mettre le Diadème en poudre, j'affectai de lancer toujours au vent, pour rester également à portée du canon, ce qui dura plus de trois heures. La position très-périlleuse de notre avant-garde ne lui laissait de ressources que dans une fière contenance. Peur peu qu'elle eut plié, l'ennemi l'eût crue battue, et, encouragé par là, et maître du vent, tout était perdu. »

Malgré les instances réitérées du capitaine du Diadème, aucun conseil de guerre n'est tenu. De plus, le commandement de ce vaisseau lui est continué et, quelques années après, il est élevé au rang de chef d'escadre.
L'animosité de M. de Schantz contre La Cardonnie allait si loin qu'un jour, informé de la présence de ce dernier à Paris, il lui donne rendez-vous au Palais-Royal, pour lui faire part d'un mémoire qu'il voulait présenter au roi au sujet de cette affaire. Ils échangent quelques paroles peu courtoises, et vont se battre au bois de Boulogne sans témoins. À la suite de ce duel, dans lequel de Schantz prétend avoir eu l'avantage sur son adversaire et lui avoir conservé la vie (il lui avait brisé son épée en trois morceaux), le tribunal des maréchaux de France, présidé par le duc de Richelieu, condamne, le 13 décembre 1779, de Schantz à la prison, « pour la garder jusqu'au moment où il plaira à Sa Majesté d'ordonner qu'il soit conduit hors du royaume, et déclare le chevalier de la Cardonnie digne de sa plus haute estime. »
En conséquence, de ce jugement, de Schantz est interné à la prison de l'Abbaye, et part pour la frontière, sous le conduite du sieur Dijon, exempt de police, qui lui remet une lettre de cachet, lui défendant de rentrer en France sous les peines portées dans les ordonnances. La Cardonnie reçoit, le 5 janvier 1780, une lettre de soutien du maréchal duc de Clermont-Tonnerre.

#### La prise d'un convoi anglais
« Une partie de la flotte française restée en Amérique avait un pressant besoin de ravitaillement. Un convoi de 19 voiles fut rassemblé à Brest. La Cardonnie, commandant l'Actif, reçut de Versailles l'ordre d'appareiller pour l'escorter à 100 ou 150 lieues au-delà des Caps. Sa mission effectuée, il se dirigea sur Cadix, et se réunit à la division du chef d'escadre de Beausset.
Le 9 août 1780, à une heure du matin, la flotte franco-espagnole eut connaissance, à la hauteur du cap Finistère, d'un convoi de 64 voiles. Ce convoi fut promptement entouré et attaqué ; mais le vaisseau et les deux frégates qui l'escortaient parvinrent à s'échapper, malgré la poursuite acharnée que leur donna Suffren, qui servait alors sous les ordres du général de Beausset. Le salut des trois navires anglais fut attribué à leur doublage en cuivre, avantage dont ne jouissaient pas encore les nôtres. La perte du convoi coûta à l'ennemi environ 40 millions et 2 900 hommes faits prisonniers. L'Actif s'empara, pour sa part d'un bâtiment de 700 tonneaux, chargé de mâts et d'agrès, que le gouvernement britannique destinait à l'approvisionnement de ses flottes,. »

En revenant à Brest, l'habile manœuvrier de L'Actif reçoit un petit billet du comte d'Estaing, qui avait pris, à Cadix, le commandement en chef de l'armée navale :

« A bord du Terrible, en mer, le 17 décembre 1780.

M. d'Estaing a l'honneur de remercier le chevalier de la Cardonnie. Le vaisseau l'Actif a toujours été un des plus exacts et des plus prompts dans toutes ses évolutions. Il n'a nul besoin d'indulgence, et le général le prie d'agréer l'hommage de son approbation et de ses louanges. Le talent et la volonté réparent les avaries et le défaut des voiles. »

D'Estaing le tient alors en grande estime. Il dit de lui dans une de ses lettres : « qu'il ne trouvait jamais rien d'impossible. »

### Mariage, ultime promotion et retraite (1784)
Le 11 janvier 1784, La Cardonnie épouse l'une de ses cousines, Mademoiselle Catherine de Boutier, de trente ans sa cadette, fille de Jean de Boutier, seigneur de Labrande, et de Suzanne de Garisson. Catherine de Bouthier de Saint-Sernin était née le 17 mars 1753 à Monflanquin. De cette union naîtra une fille unique, Juliette de Bouthier de La Cardonnie.
Le 20 août de la même année, il est promu au rang de chef d'escadre des armées navales à Rochefort.
La Cardonnie quitte le service le 1er décembre 1784, à cause de sa mauvaise santé, avec ses appointements de 6 000 livres conservés en pension sur le trésor royal,,.
Il compte à cette époque, près de 39 ans de services effectifs au Roi. Il avait assisté à plusieurs combats et rempli des missions importantes pendant les périodes de paix ; pendant la guerre, il avait prouvé par ses actions militaires son amour de la gloire et, en tout temps, le désir le plus vif d'acquérir la science de son métier.
Passé avec sa famille à Saint-Domingue, qui est longtemps son véritable champ d'expériences et de manœuvres, il y décède en novembre 1791, dans sa maison de Plymouth, quartier de Jérémie, à Saint-Domingue.

### L'Académicien de la marine
L'Académie de marine avait déjà reconnu la qualité de cet officier en le nommant membre adjoint, le 31 août 1752, alors qu'il n'était encore qu'enseigne de vaisseau. Plus tard, en 1753 ou en 1756, il obtient le titre envié d'académicien ordinaire en récompense de ses inventions et travaux en tout genre. Étant en congé à Saint-Domingue, il avait à la demande du gouverneur, M. de Nolivos, imaginé en 1771 un moulin à canne à sucre qui devait économiser 40 millions de livres, et exécuté, en outre, les plans et devis de pontons destinés à la défense de certains ports de la colonie,.

### Sources et bibliographie
- Etienne Taillemite, Dictionnaire des marins français, Paris, éditions Tallandier, 2002 (lire en ligne)
- Hubert de Fontaine de Resbecq, « Les marins inconnus : Le Chevalier de La Cardonnie, chef d'escadre et membre de l'Académie de Marine », Revue maritime et coloniale, Paris, Librairie de L. Hachette, vol. tome 42,‎ juillet 1874, p. 274 et suiv. (ISSN 1245-9755, lire en ligne)